# Первозвановская волость
Первозва́новская во́лость — историческая административно-территориальная единица Славяносербского уезда Екатеринославской губернии.
По состоянию на 1886 год состояла из 9 поселений, 13 сельских общин. Население — 3 190 человек (1 662 мужского пола и 1 528 — женского), 234 дворовых хозяйства.
|                        | Площадь, десятин | В том числе пахотной, дес. |
| ---------------------- | ---------------- | -------------------------- |
| Сельских общин         | 2896             | 1441                       |
| Частной собственности  | 25120            | 8840                       |
| Казенной собственности | 525              | 350                        |
| Другой собственности   | 120              | 60                         |
| В целом                | 28661            | 10691                      |

Крупнейшие поселения волости:
- Первозвановка — бывшее собственническое село при реке Луганчик в 60 верстах от уездного города, 527 человек, 107 дворов, православная церковь, 2 ежегодных ярмарки.
- Анненское — бывшее собственническое село при реке Луганчик, 136 человек, 23 двора, лавка.
- Еленовка — бывшее собственническое село при реке Луганчик, 473 человека, 76 дворов, лавка.
- Церковное — бывшее собственническое село при реке Луганчик, 409 человек, 79 дворов, лавка.

По данным на 1908 год в волость вошла территория ликвидированной Каменской волости, население выросло до 7 794 лиц (3 983 мужского пола и 3 801 — женского), 1 292 дворовых хозяйства.
По состоянию на 1916 год: волостной старшина — Скиба Трофим Иванович, волостной писарь — Волковский Пётр Иосифович, председатель волостного суда — Кравченко Михаил Макарович, исполняющий обязанности секретаря волостного суда — Довбня Георгий Павлович.